# Typophyllum erosifolium
Typophyllum erosifolium är en insektsart som beskrevs av Walker, F. 1870. Typophyllum erosifolium ingår i släktet Typophyllum och familjen vårtbitare. Inga underarter finns listade i Catalogue of Life.